# Gongylidioides acmodontus
Gongylidioides acmodontus är en spindelart som beskrevs av Tu och Li 2006. Gongylidioides acmodontus ingår i släktet Gongylidioides och familjen täckvävarspindlar. Inga underarter finns listade i Catalogue of Life.